# Gornja Lokošnica
Gornja Lokošnica je naselje u gradu Leskovcu, Jablanički upravni okrug, Srbija. Prema popisu iz 2022. godine u Gornjoj Lokošnici je živjelo 69 stanovnika.